# Wahlkreis Uummannaq
Der Wahlkreis Uummannaq war von 1979 bis 1999 ein grönländischer Wahlkreis für die Wahl zum Inatsisartut. Der Wahlkreis umfasste die Gemeinde Uummannaq.

## Vertreter
Folgende Personen vertraten den Wahlkreis:
| Wahlperiode | Mitglied | Mitglied        | 1. Stellvertreter  | 2. Stellvertreter | Anmerkung |
| ----------- | -------- | --------------- | ------------------ | ----------------- | --------- |
| 1979–1983   |          | Pavia Nielsen   | Johannes Fleischer | Severin Johansen  |           |
| 1983–1984   |          | Pavia Nielsen   | Uvdloriaĸ Løvstrøm | Severin Johansen  |           |
| 1984–1987   |          | Pavia Nielsen   | Uvdloriaĸ Løvstrøm | Severin Johansen  |           |
| 1987–1991   |          | Mikael Petersen | Jens Jakobsen      | Isak Mathiassen   |           |
| 1991–1995   |          | Pavia Nielsen   | Ole Qvist          | Hans Nielsen      |           |
| 1995–1999   |          | Mikael Petersen | Sofie Grønvold     | Karl Tobiassen    |           |